# Colletes quadrigenis
Colletes quadrigenis là một loài Hymenoptera trong họ Colletidae. Loài này được Vachal mô tả khoa học năm 1909.